# Агитационные боеприпасы
Агитацио́нные боеприпа́сы — боеприпасы специального назначения, предназначенные для рассеивания (залистования) агитационных материалов (обычно листовок) на территории, контролируемой противником. Поражающее действие специально не предусмотрено, однако падающие крупные фрагменты таких боеприпасов могут представлять опасность для строений, техники и людей.

## История возникновения
Впервые агитационный артиллерийский снаряд был сконструирован и испытан в Англии в 1918 году. Однако в то время он не был принят на вооружение.
Помимо снаряда, тогда же проектировались ручная и винтовочная агитационные гранаты и другие типы агитационных боеприпасов.

## Типы по предназначению
Агитационные боеприпасы существуют и в настоящее время для различных систем вооружения и родов войск:
- агитационные авиационные бомбы (АгитАБ, АгитАБ-250-85, АгитАБ-500-300; в НАТО англ. leaflet bomb - листовочные бомбы M129E1/E2, LBU30 (Leaflet Bomb Unit), PDU-5B (Payload Delivery Unit Five)), блоки контейнерные фронтовые (БКФ-АЛ - блок агитационный литературы для КМГУ), агитационная парашютная тара (АПТ) для сбрасывания с самолётов[2];
- агитационные снаряды для нарезной артиллерии;
- агитационные боеприпасы (ракеты) для реактивной артиллерии;
- агитационные артиллерийские мины;
- агитационные боевые части к управляемым тактическим ракетам[3].

## Конструкция
Основные части конструкции:
- пустотелый разборный корпус, заполняемый листовками перед использованием;
- вышибной заряд — небольшое количество метательного взрывчатого вещества для выталкивания агитационных материалов;
- дистанционный взрыватель, обеспечивающий срабатывание вышибного заряда на определённом расстоянии или высоте.

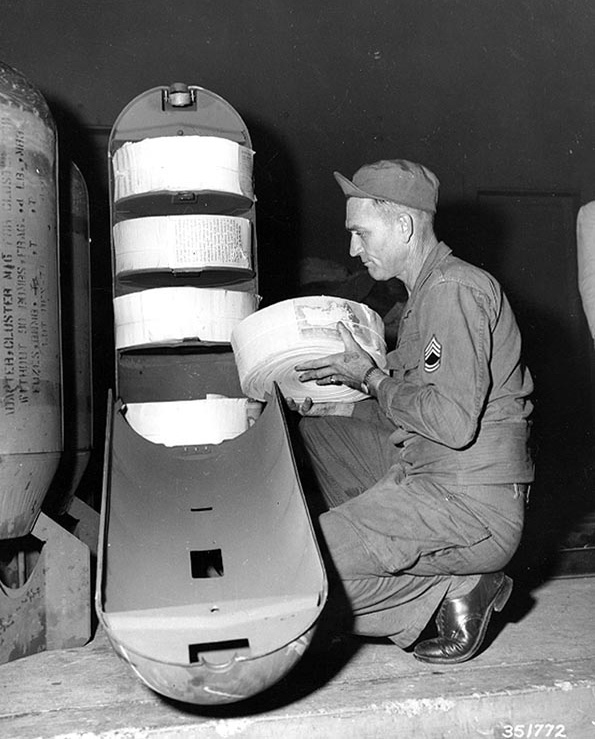
Снаряжение агитационной бомбы M16A1 на 22 500 листовок в ходе Корейской войны, 1950 г
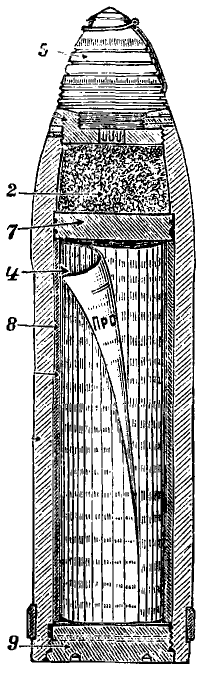
Схема агитационного снаряда

## История применения

### Вторая мировая война
В ходе Второй мировой войны агитационные боеприпасы воюющими сторонами использовались эпизодически во время относительного затишья, когда линия фронта стабильна.
В частности, на вооружении СССР имелись агитационные мины калибра 82 мм, 122-мм агитационные артиллерийские снаряды (для 122-мм гаубицы образца 1909/37 годов и образца 1910/30 годов). На вооружении Германии имелись агитационные реактивные снаряды калибра 73 мм.
В США агитационную авиационную бомбу разработал капитан Джеймс Монро (James Monroe). Эта авиабомба получила наименование по имени её создателя бомба Монро и использовалась с 1943 года.

### Войны и военные конфликты после 1945 года
Агитационные авиабомбы использовались США в ходе Корейской войны и гондурасскими антиамериканскими организациями в 1990-х годах. Этим прославились Popular Movement for Liberation и Моразанистский патриотический фронт.

### Чеченские войны
В ходе Чеченских войн на территорию, контролируемую боевиками, сбрасывались агитационные авиабомбы АгитАБ-500-300.

### Российско-украинский конфликт на Донбассе
В ходе российско-украинского конфликта в Донбассе 122-мм агитационные снаряды А1ЖД для САУ 2С1 «Гвоздика» применялись российскими прокси-силами с целью распространения листовок с предложением о сдаче в плен среди украинских силовиков, взятых в частичное окружение под Дебальцево. Подобные боеприпасы активно использовались с обеих сторон, как для САУ, так и полевыми гаубицами, например Д-30.

## Галерея

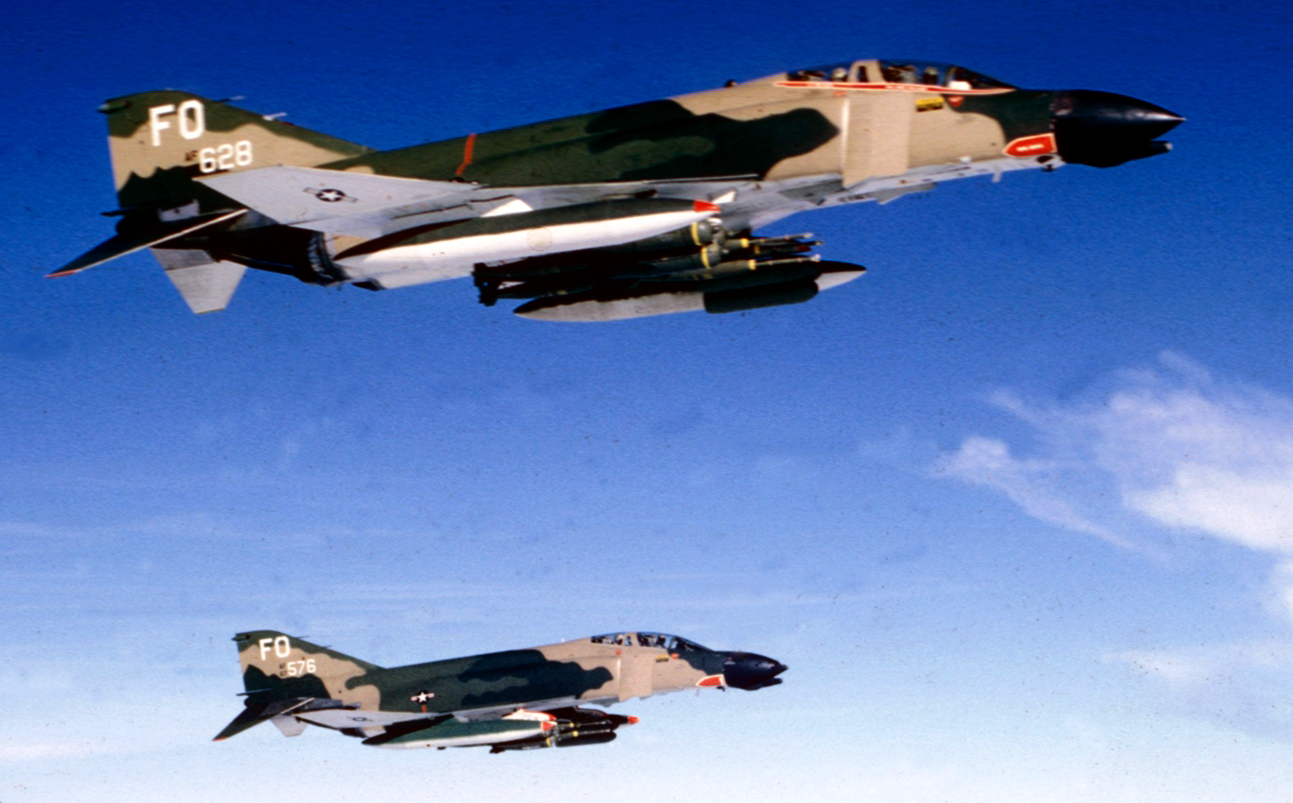
SUU-30B (с жёлтой обводкой, на центральной линии под фюзеляжем) на основе которой создана LBU-30
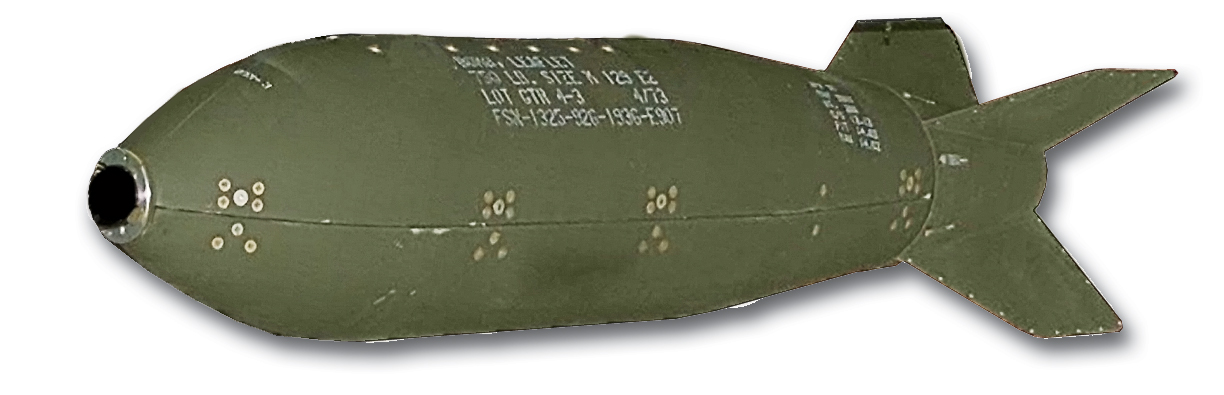
M129
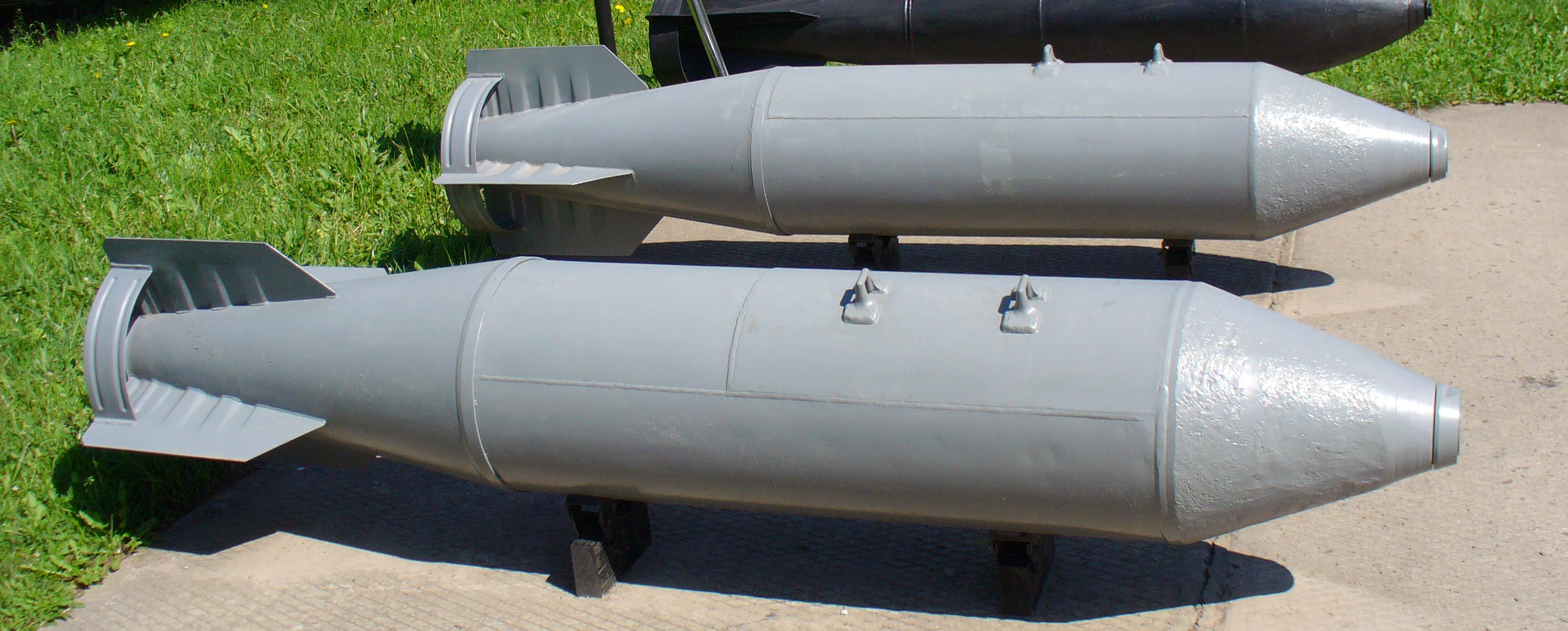
АгитАБ-500-300, Военно-исторический музей ВВС, Винница
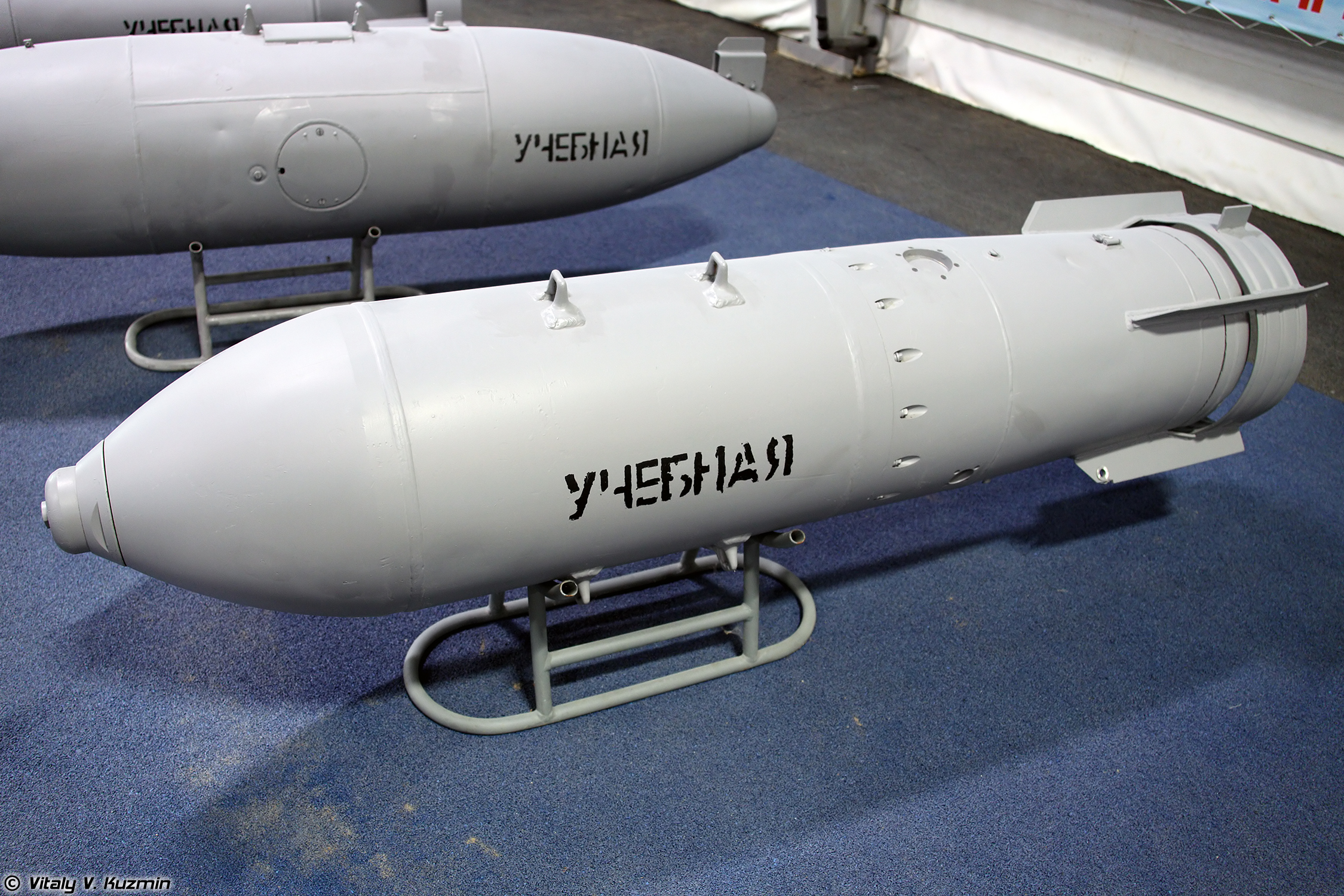
АгитАБ-500-300 в парке Патриот
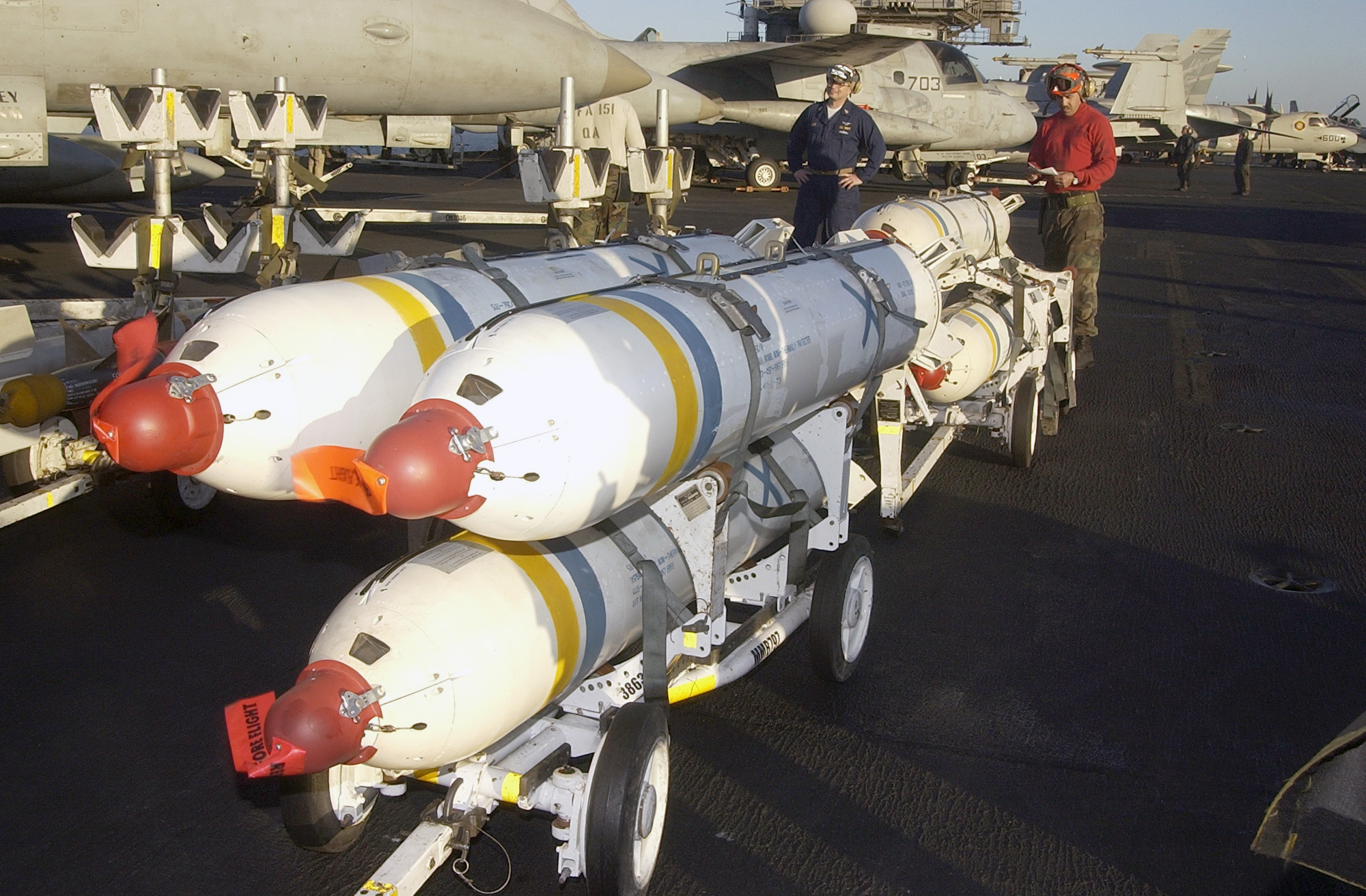
PDU-5
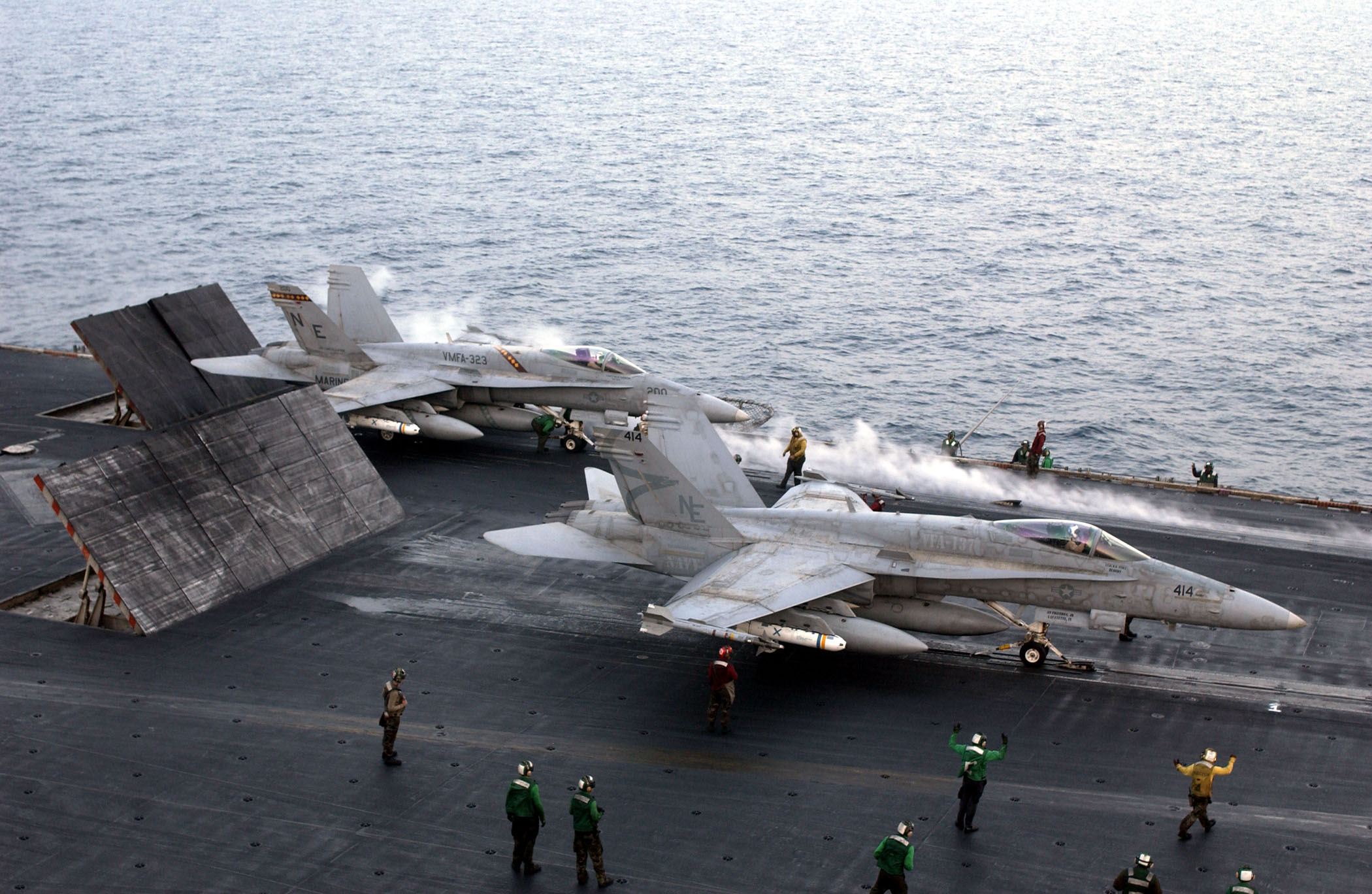
PDU-5 под крылом F/A-18
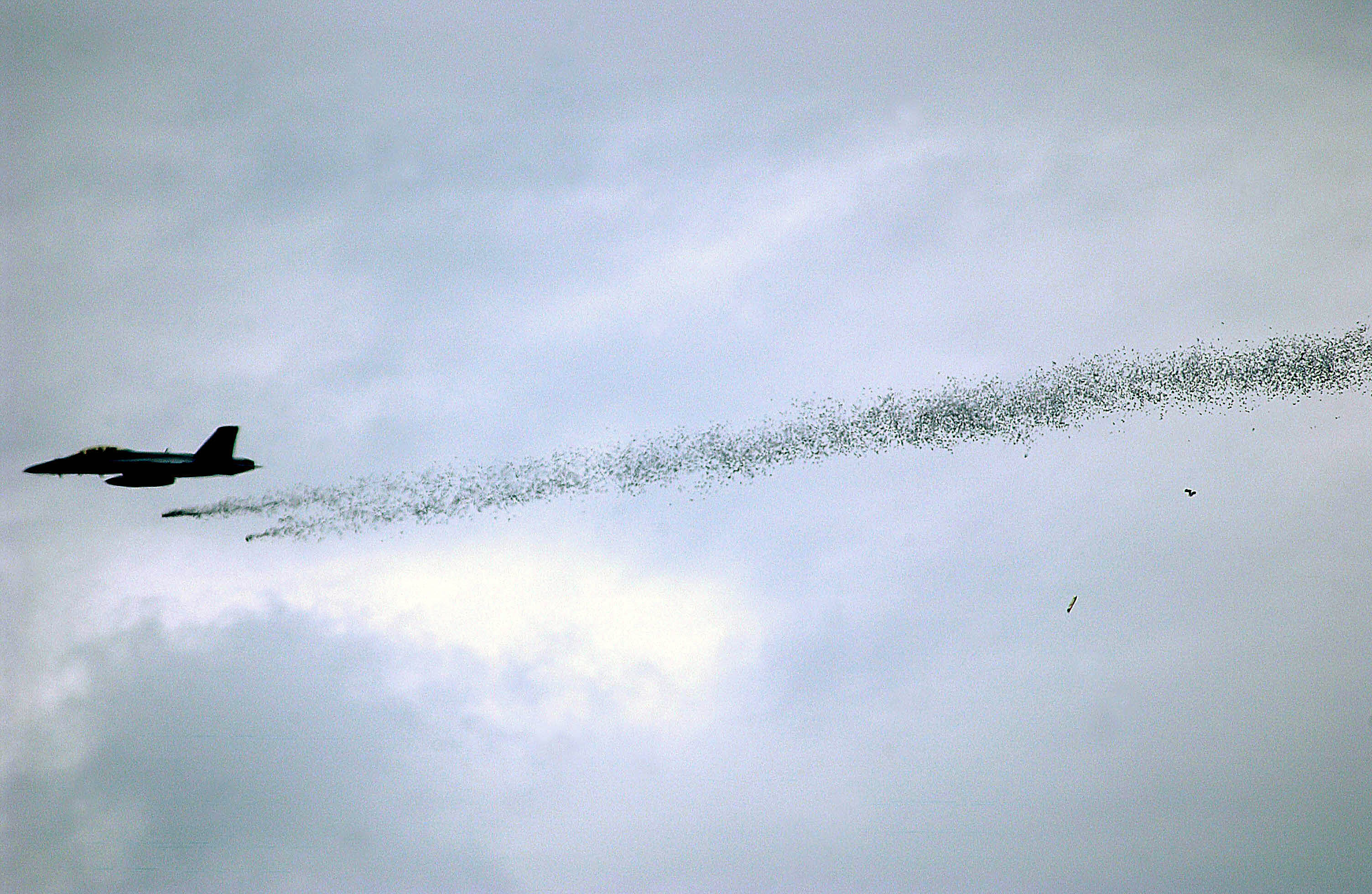
Тренировочный сброс PDU-5 с F/A-18C
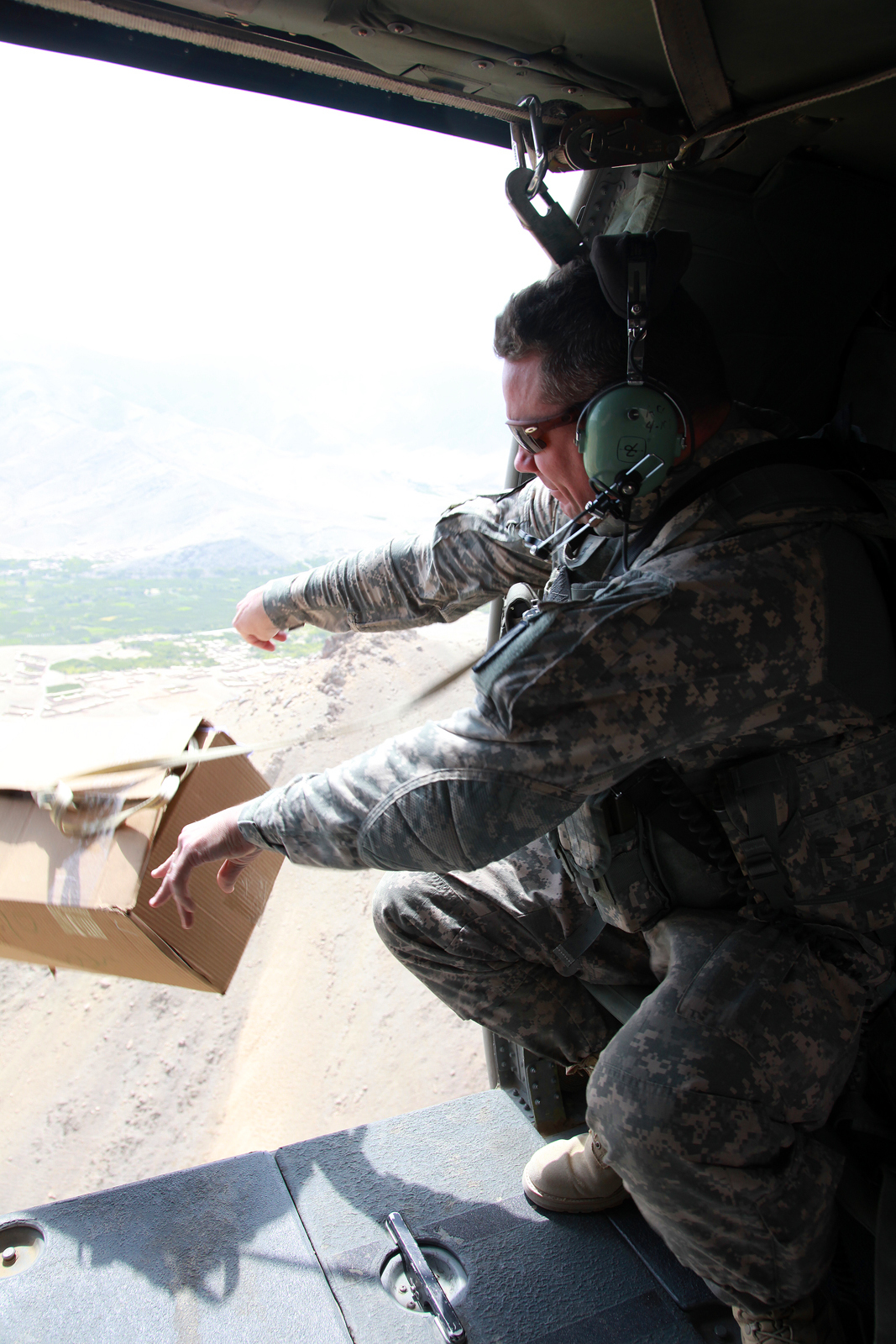
Ручной сброс с вертолёта коробки с листовками над Афганистаном, 2009 г
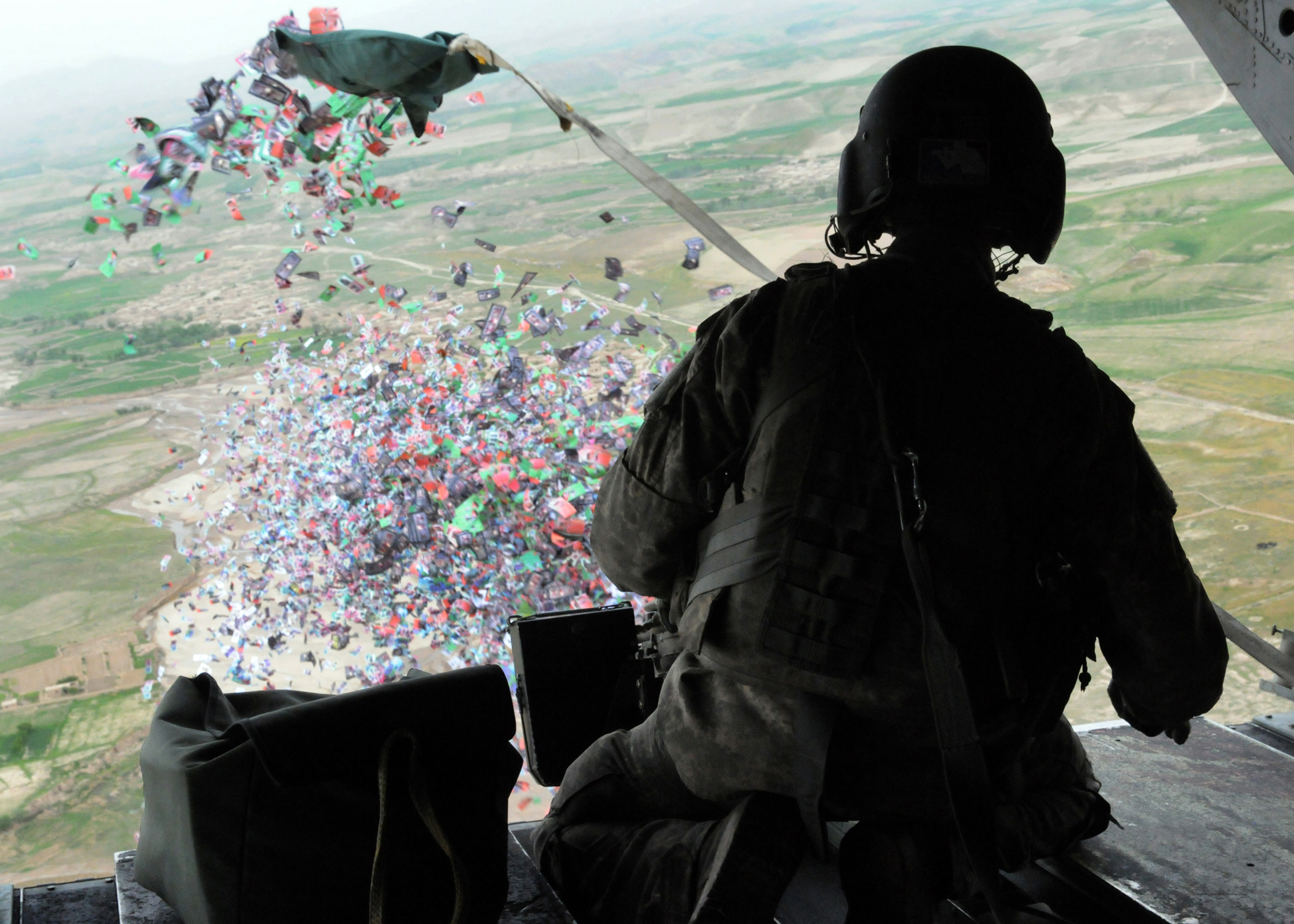
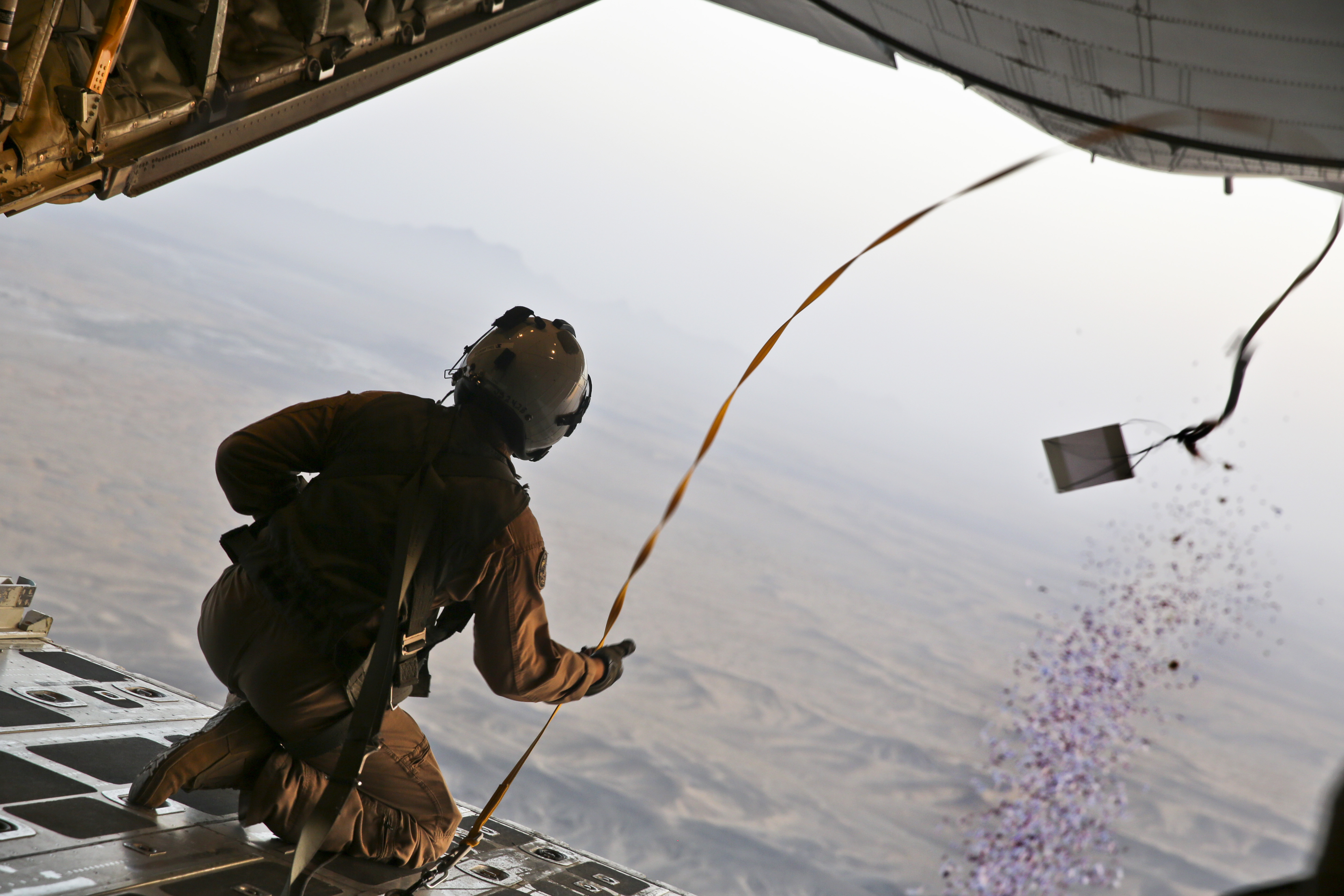
Сброс листовочной авиационной тары, прикрепленной к вытяжной стропе самолёта
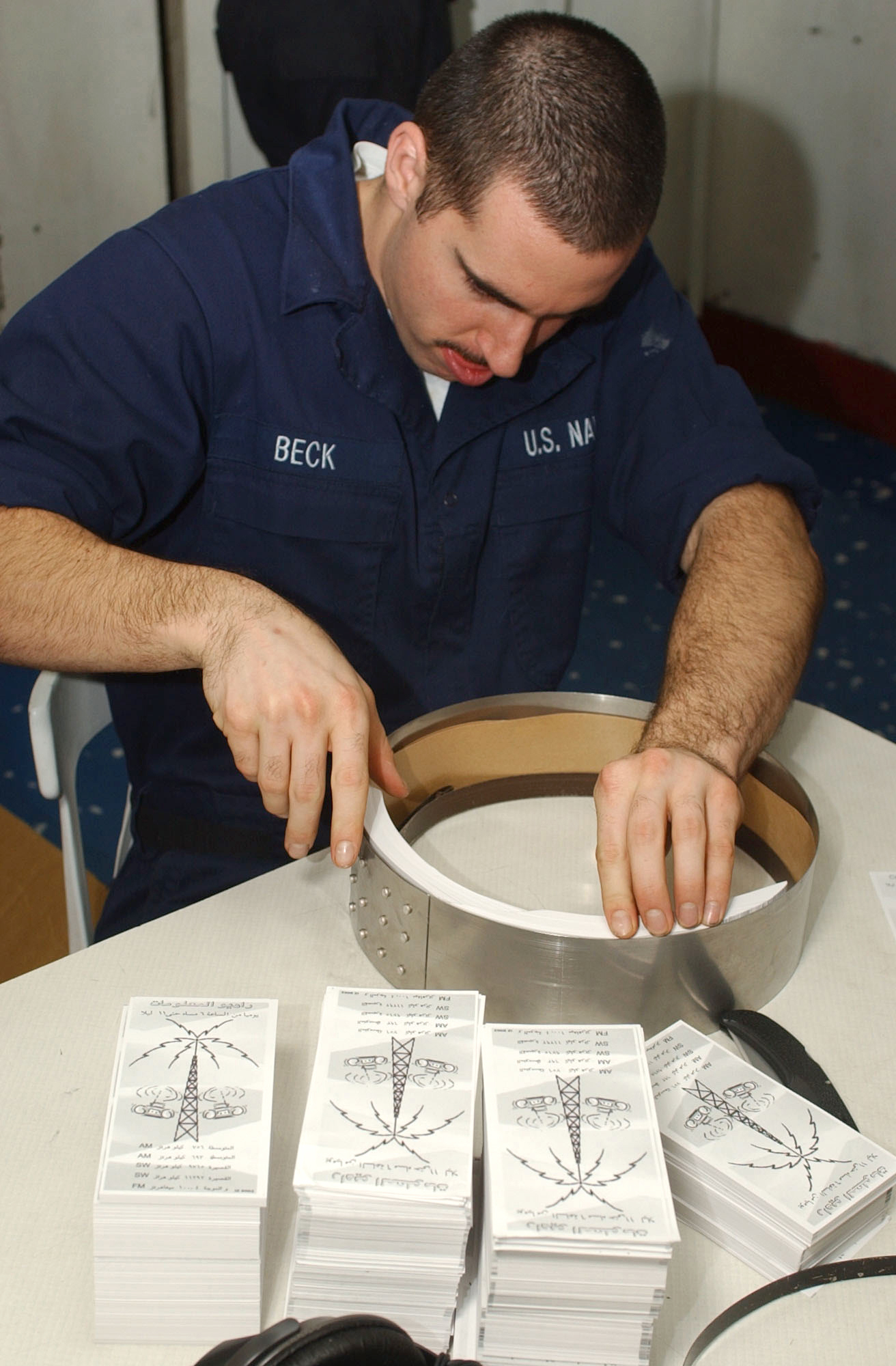
Листовки оперативно напечатаны на борту USS Constellation и упаковываются в контейнер для сброса с самолёта
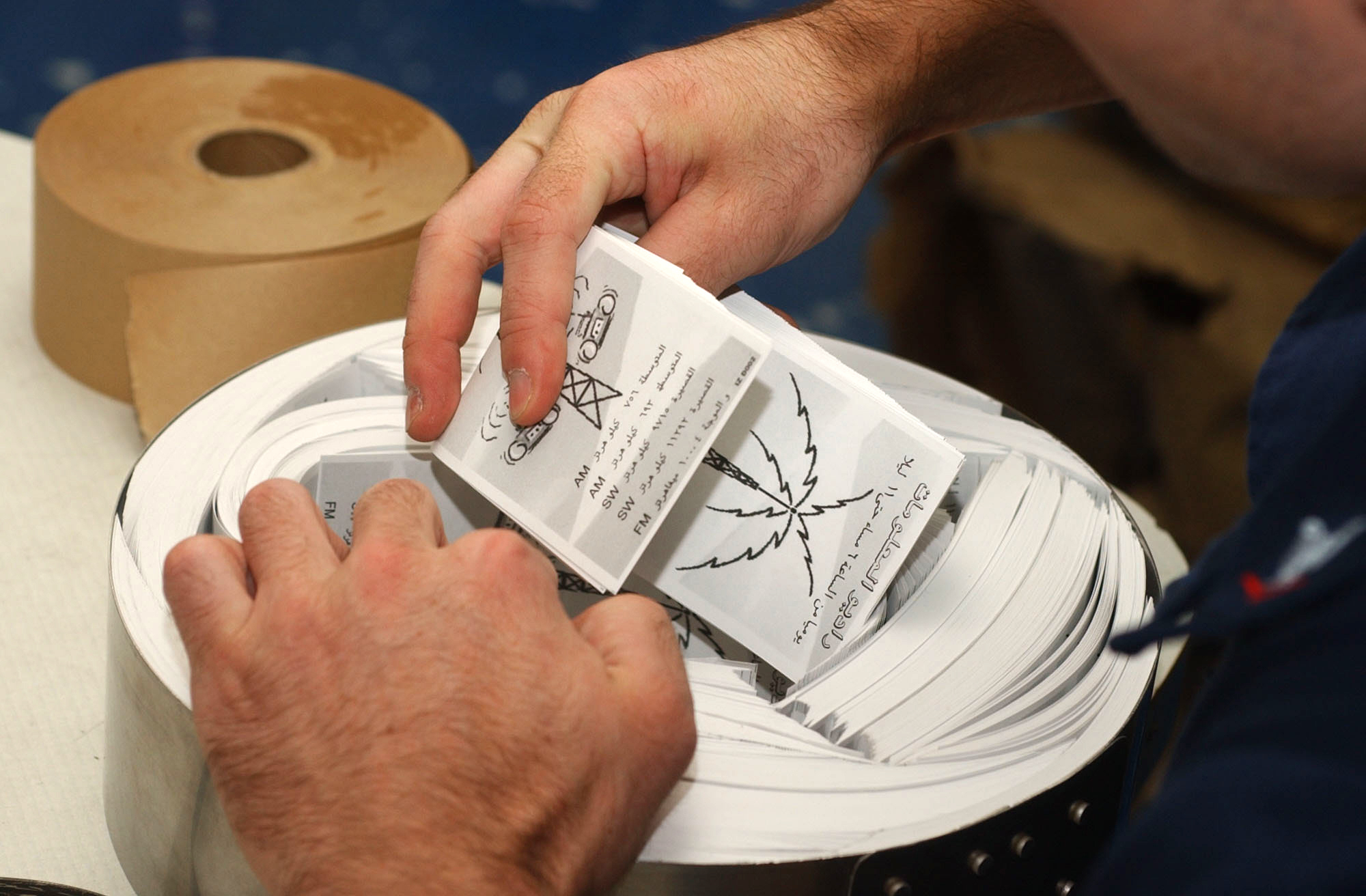
Подвесной обтекаемый контейнер MXU-648
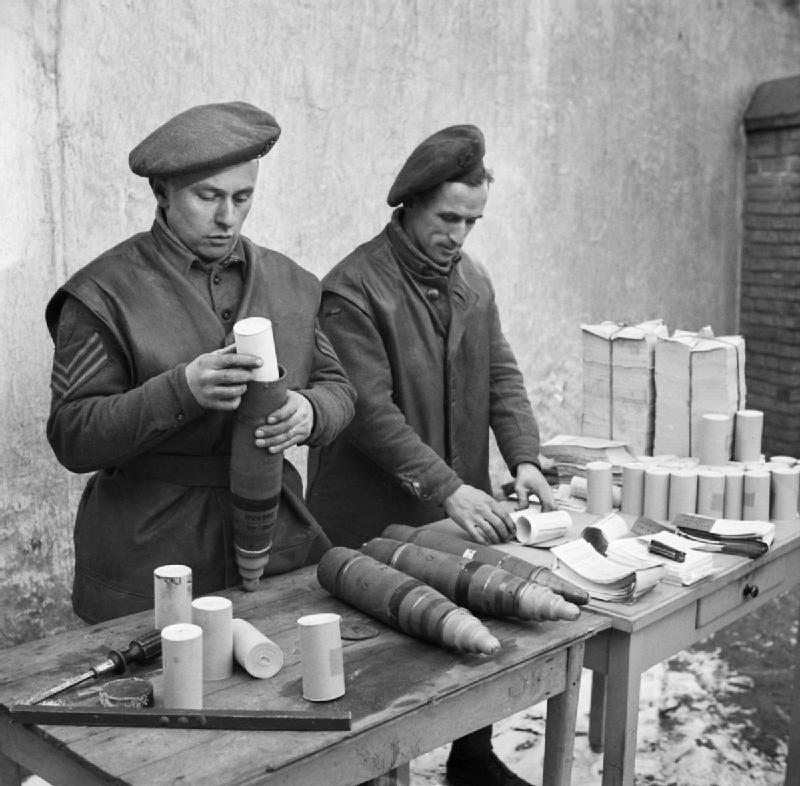
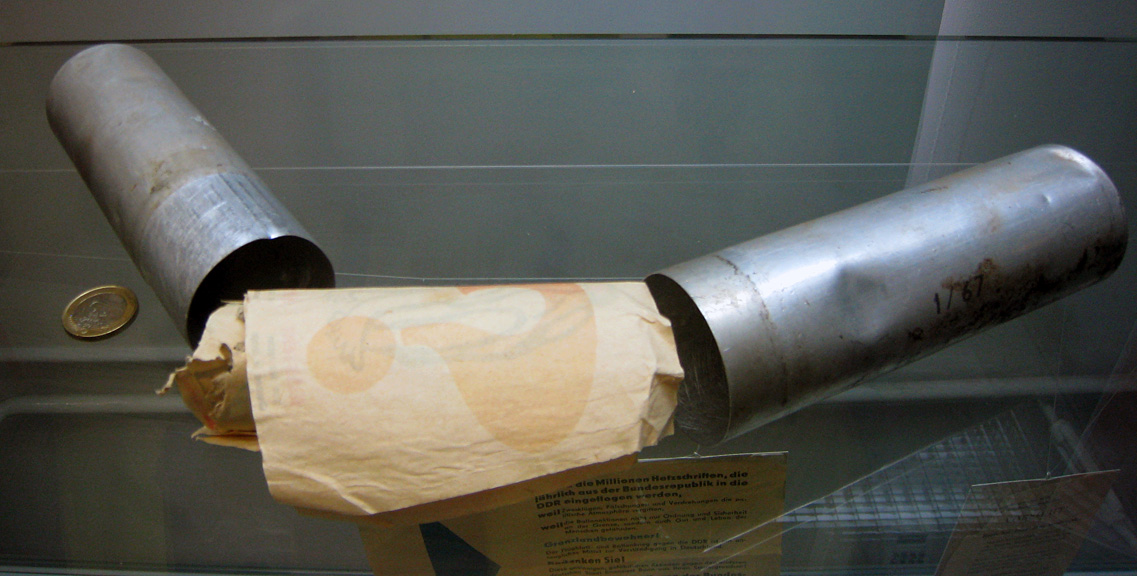
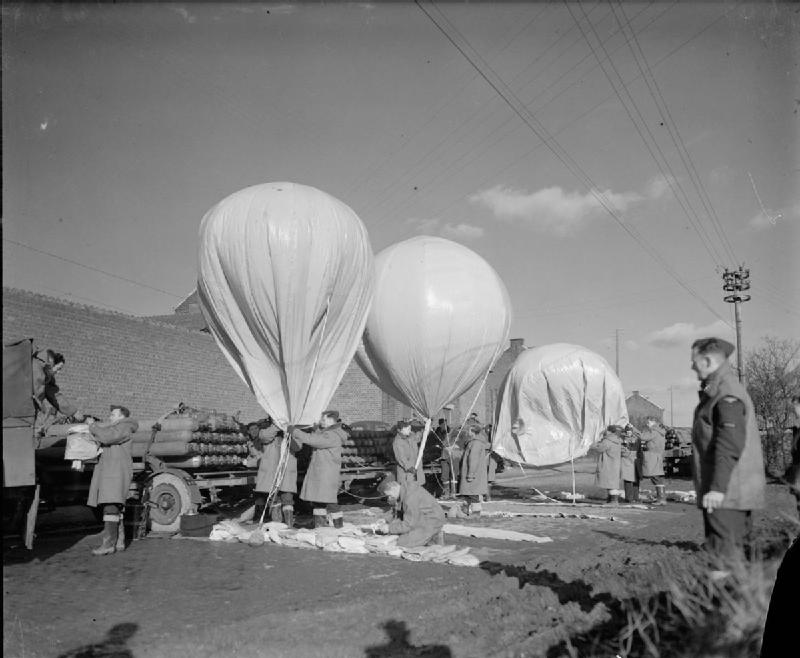
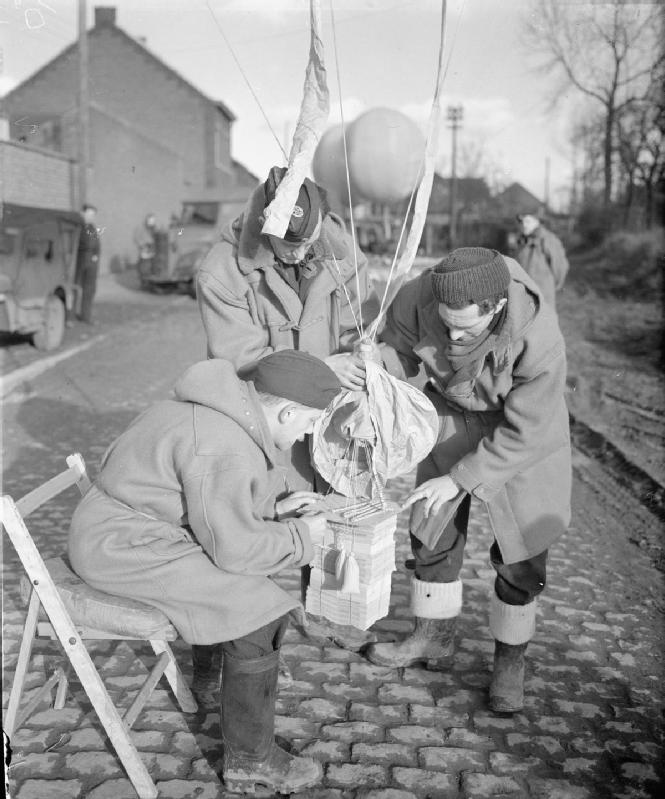

| Название | Вмещает                     | Дальность                    |
| АгитАБ-250-85 | 17 тыс. листовок 1/16       | 1-2 га                       |
| АгитАБ-500-300 | 30 тыс. листовок            | 3-10 га                      |
| АПТ-1Д | 30 тыс. листовок            | 3-10 га                      |
| БКФ-АЛ (КМГУ) | 32 тыс. листовок            | До 100 га                    |
| Аэростат АГ-6 | 50 тыс. листовок            | До 12 тыс. км                |
| Аэростат АГ-6М | 100 тыс. листовок           | До 12 тыс. км, 7 дней полета |
| АРП-АГ (аэростат радиолокационных помех агитационный)                                                                    | 50 тыс. листовок            | 2,5 тыс. км, сутки полета    |
| АН-ВАГ (аэростат-носитель, войсковой агитационный)                                                                       | 250 тыс. листовок           |                              |
| АГ-1 | 2,5 тыс. листовок           | 300 км, 6 часов полета       |
| АН-С1 | 250 тыс. листовок           | 10 тыс. км                   |
| Снаряд 122 мм (Гвоздика, Д-30) А1 (листовки 144×101мм), А1Д (203×144мм), А1Ж и А1ЖД (железнокерамический ведущий поясок) | 400 листовок                | 15 км, 0,2 га                |
| РСЗО «Град» — РС 9М28Д «Лист»                                                                                            | 750 листовок, 1,5 кг листов | 15 420 м, 0,3 – 0,7 га       |
| РСЗО «Ураган» — РС 9М27Д «Абзац»                                                                                         | 5 тыс. листовок             | 34 км, 10-50 га              |
| 82-мм мина А832А | 175 листовок                | 3 км, 0,1 га                 |